# 835

سنة 835 كانت سنة بسيطة تبدأ يوم الجمعة (سوف يظهر الرابط التقويم الكامل للعام) حسب التقويم اليولياني.

## مواليد
- أحمد بن طولون
- [وضح من هو المقصود ؟]* أبو إبراهيم أحمد بن محمد بن الأغلب

## وفيات
- عيسى بن أبان